# Bær
Die Landgemeinde Bær (isländisch Bæjarhreppur) war eine isländische Gemeinde. Sie lag im Nordwesten von Island und zählte 102 Einwohner (2007). Davon lebten 25 (2007) im Hauptort Borðeyri. Das langgestreckte Gemeindegebiet lag am Westufer des Hrútafjörður. Seit dem 1. Januar 2012 ist Bær Teil der Gemeinde Húnaþing vestra.

## Einwohnerentwicklung
| 1. Dez. Jahr | Einwohner | 1. Dez. Jahr | Einwohner |
| ------------ | --------- | ------------ | --------- |
| 1901         | 366       | 1980         | 185       |
| 1910         | 320       | 1990         | 134       |
| 1920         | 323       | 1997:        | 100       |
| 1930         | 301       | 2003:        | 101       |
| 1940         | 287       | 2004:        | 103       |
| 1950         | 228       | 2005:        | 105       |
| 1960         | 209       | 2006:        | 100       |
| 1970         | 224       |              |           |

## Töchter und Söhne
- Borðeyri: Sigurður Eggerz (1875–1945), isländischer Premier- und Finanzminister